# 30 лет Казахстана (Туркестанская область)
30 лет Казахстана (каз. Қазақстанның 30 жылдығы) — село в Сауранском районе Туркестанской области Казахстана. Входит в состав Чагинского сельского округа. Код КАТО — 512655200.

## Население
В 1999 году население села составляло 4949 человек (2472 мужчины и 2477 женщин). По данным переписи 2009 года в селе проживали 6334 человека (3188 мужчин и 3146 женщин).